# يو إس نيوز آند وورد ريبورت
يو إس نيوز (بالإنجليزية: U.S. News & World Report)‏ وهي شبكة إعلام أمريكية بدأت كمجلة إخبارية في سنة 1933 وثم تطورت إلى قناة تلفزيونية اخبارية وثم تم فتح موقع لها على الويب، يقع مقر الشبكة في مدينة واشنطن العاصمة عاصمة الولايات المتحدة، وبراين كيلي هو رئيس مدير هذه الشبكة.